# Пал Шоти
Пал Шоти (мађ. Sóti Pál; Бечеј, 16. јануар 1916 — Београд, 21. април 1993) био је учесник Народноослободилачке борбе, друштвено-политички радник СФР Југославије, СР Србије и САП Војводине и народни херој Југославије.

## Биографија
Пал Шоти рођен је 16. јануара 1916. године у Бечеју, у сељачкој беземљашкој породици. Основну школу, четири разреда гимназије и механичарски занат завршио је у родном месту. Поставши металски радник, укључује се у раднички синдикални покрет. Учествује у растурању и читању „ХИД“-а, напредног часописа на мађарском језику.
Године 1936. запослио се у Београду. Ту активно учествује у борби комуниста и осталих напредних радника за прерастање Уједињених радничких синдиката (УРС) у класну и револуционарну радничку синдикалну организацију, а исте године постаје и члан Комунистичке партије Југославије (КПЈ). Због револуционарног деловања полиција га хапси у мају 1940. године и после осам месеци држања у полицијском и судском истражном затвору, стражарно га спроводи у војску.

### Народноослободилачка борба
После слома Краљевине Југославије у Априлском рату, Пал Шоти враћа се у Београд и одмах се укључује у Народноослободилачки покрет (НОП). Прво је био секретар Среског комитета Савеза комунистичке омладине Југославије (СКОЈ) и члан Среског комитета КПЈ у Земуну, а 1942. године постаје секретар тог комитета.
После одлуке Централног комитета Комунистичке партије Југославије о прикључењу партијске организације Земуна и земунског среза партијској организацији Војводине, у јулу 1943. године кооптиран је за члана Покрајинског комитета. У том својству до марта 1944. године делује у Срему и Банату. Затим прелази у Бачку и Барању, где се интензивније ангажовао у Народноослободилачкој борби и борио се у овим деловима Војводине, који су се налазили у тешким условима окупације под Мађарском и нацистичком Немачком. Ту постаје секретар Окружног комитета КПЈ за Бачку и Барању. На овој дужности остао је све до ослобођења Војводине у октобру 1944. године.

### Послератна каријера
Након ослобођења Војводине постао је секретар Окружног, а затим Градског комитета КПЈ у Новом Саду. Био је већник Војводине на Трећем заседању Антифашистичког већа народног ослобођења Југославије (АВНОЈ), одржаном у Београду 1945. године. На изборима за Уставотворну скупштину ДФ Југославије исте године, изабран је за савезног народног посланика.
Обављао је многе одговорне друштвено-политичке функције:
- руководилац кадровског одељења Покрајинског комитета КПЈ за Војводину,
- председник Планске комисије АП Војводине,
- потпредседник Извршног већа Народне скупштине АП Војводине,
- организациони секретар Покрајинског комитета КПЈ за Војводину,
- члан Централног комитета Савеза комуниста Југославије,
- члан Централног комитета Савеза комуниста Србије,
- члан Секретаријата Покрајинског комитета Савеза комуниста Војводине,
- посланик Савезног већа Савезне народне скупштине,
- посланик Народне скупштине Србије,
- посланик Покрајинског већа Народне скупштине АП Војводине,
- члан Савезног одбора Социјалистичког савеза радног народа Југославије,
- члан Савезног одбора СУБНОР-а Југославије,
- председник Покрајинског одбора Социјалистичког савеза радног народа Војводине,
- члан Председништва Савеза комуниста Југославије,
- члан Савета Федерације до 1973. године.

Био је резервни пуковник Југословенске народне армије (ЈНА).
Због либералних ставова, који су били у супротности с програмом СКЈ, 1973. године искључен је из СКЈ и опозван са функције члана Савета федерације.
Умро је 21. априла 1993. године у Београду.
Носилац је Партизанске споменице 1941. и више југословенских одликовања, међу којима су — Орден заслуга за народ са златном звездом, Орден братства и јединства са златним венцем и Орден за храброст. Орденом народног хероја одликован је 27. новембра 1953. године.